# Aventinská mansarda

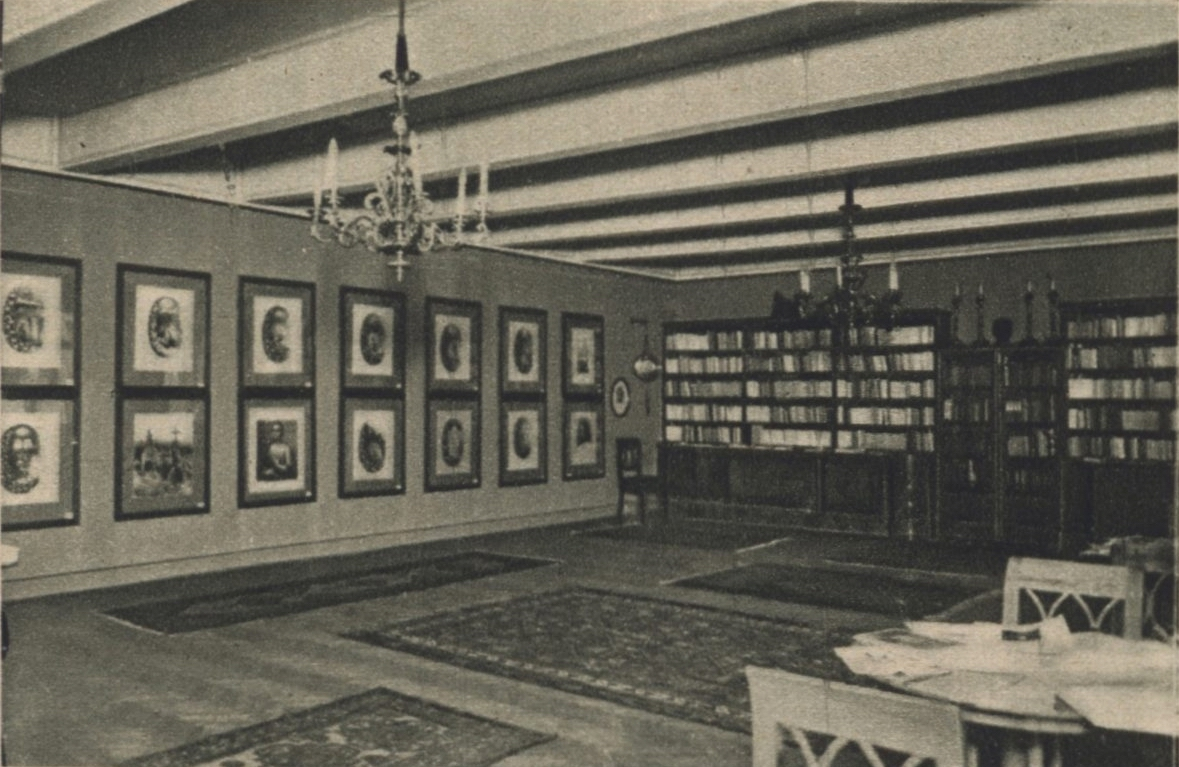
Aventinská mansarda 1927 (1)

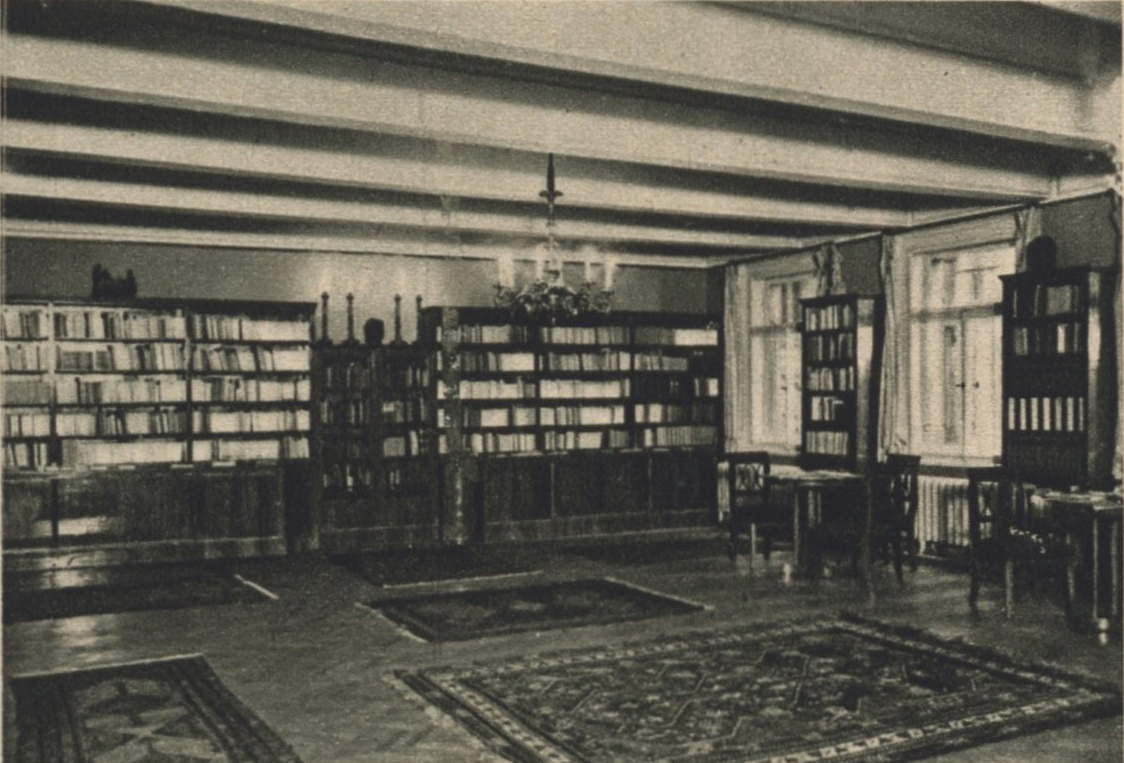
Aventinská mansarda 1927 (2)

Aventinská mansarda se nazývala výstavní síň nakladatelství Aventinum, spojená s prodejnou a čítárnou, která působila v letech 1927-1931. Shodně se nazývala skupina výtvarníků, kteří byli touto síní prodejně zastupováni.

## Aventinská mansarda- moderní knihkupectví a výstavní síň

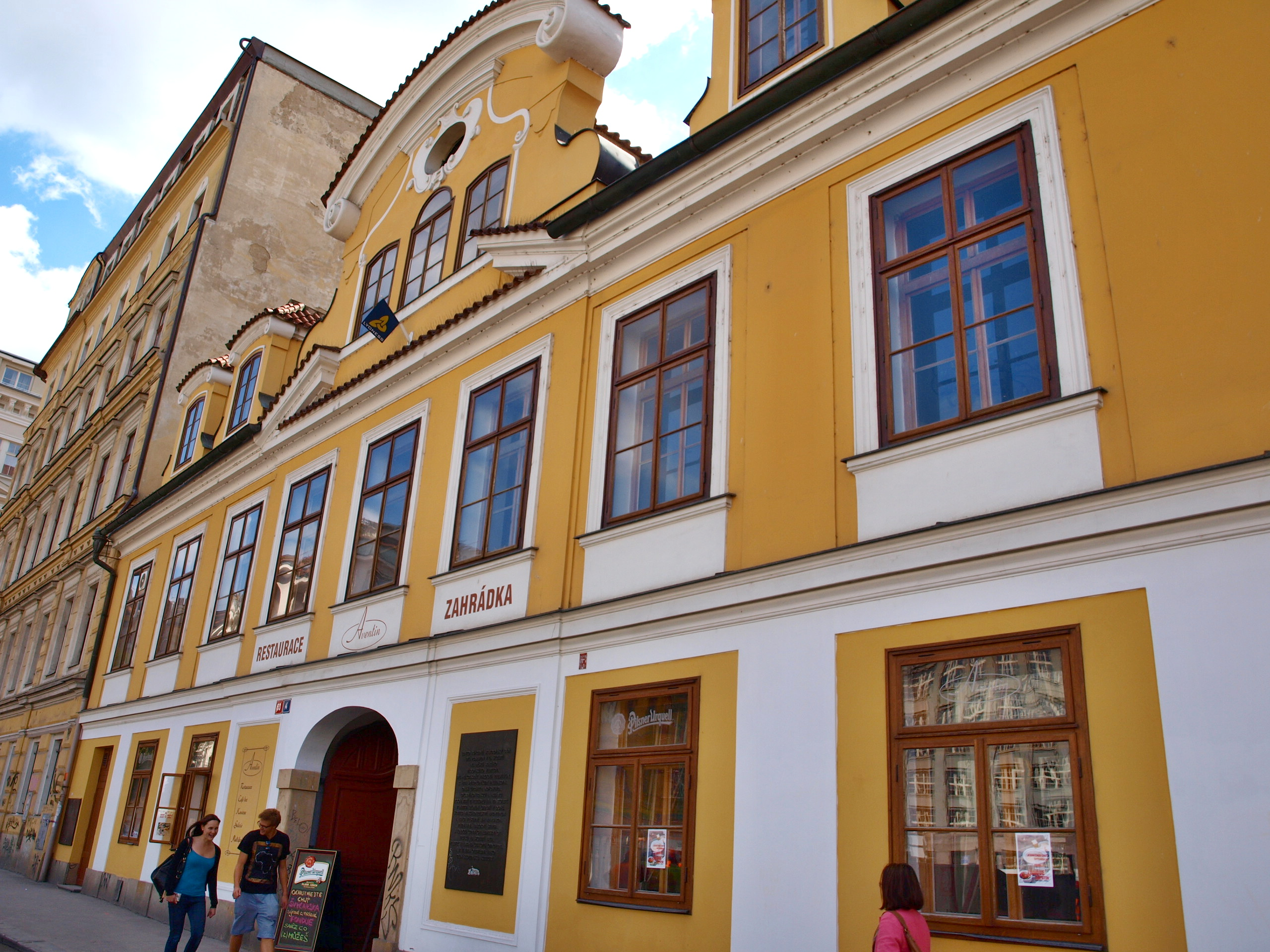
Palác Aventin

Výstavní síň Aventinská mansarda se nacházela v pražské Purkyňově ulici č. 4, v podkroví Zedwitzovského barokního paláce (palác Aventin). Podle dobového popisu a zachovaných fotografií kombinovala Aventinská mansarda prodejnu knih s čítárnou, ve které bylo možno publikace volně prohlížet, s výstavní síní. Síň byla otevřena 26. listopadu 1927, pro veřejnost o dva dny později.
Aventinskou mansardu řídil, spolu s Otakarem Štorchem-Marienem, František Muzika, který navrhoval řešení jednotlivých výstav. Ke každé výstavě byla vytištěna jedna reprodukce a doprovodný text, včetně seznamu vystavovaných děl.
Vstupné na výstavy bylo buď bezplatné nebo 2 Kč (ty se při případném nákupu v prodejně odečetly). V roce 1930 byla Aventinská mansarda "...po otevření Aventinského knihkupectví proměněna za výstavní sál exklusivního umění výtvarného knižního i bibliofilského..." 

## Výtvarná skupinaAventinská mansarda
Nejednalo se o výtvarnou skupinu v pravém slova smyslu, ale o skupinu výtvarníků, kterou Aventinská mansarda prodejně zastupovala. Skupinu tvořili tito umělci:
- Vratislav Hugo Brunner (1886-1928)
- Josef Čapek (1887-1945)
- Karel Dvořák (1893-1950)
- Emil Filla (1882-1953)
- Adolf Hoffmeister (1902-1973)
- Vlastislav Hofman (1884-1964)
- Rudolf Kremlička (1886-1932)
- František Muzika (1900-1974)
- Josef Šíma (1891-1971)
- Václav Špála (1885-1946)
- Jan Zrzavý (1890-1977)

Podle informačního systému AbART do této skupiny ještě patřili:
- Jan Bauch (1898-1995)
- Alexander Hackenschmied (1907-2004)
- Jindřich Štyrský (1899-1942)
- Jiří Veris [5]
- Alois Wachsman (1898-1942)

## Akce konané v Aventinské mansardě

### Výstavy obrazů
Výstavy byly oznamovány v Rozpravách Aventina a denním tisku, např.:
- 1927: - Jan Zrzavý[1] (první výstava, která se v Aventinské mansardě konala)
- 1928 - Vlastislav Hofman[6]
- 1929 - Adolf Hoffmeister,[7] Josef Šíma[8]
- 1930 - Hugo Boettinger[9], Milada Marešová,[10] Jindřich Štyrský a Toyen,[11] Jan Bauch[12]
- 1931 - František Muzika,[13], Alois Wachsman,[14] Jiří Krejčí (malíř)[15]

V Aventinské mansardě vystavovali nejen kmenoví členové skupiny Aventinská mansarda, ale i další umělci.

### Ostatní akce
Od prosince 1929 se v Aventinské mansardě konaly první české autogramiády.
V květnu-červnu 1930 a v lednu-únoru 1931 proběhly výstavy moderních fotografií.  V červnu 1931 byly vystavovány reprodukce obrazů. 
Konala se zde též čtení z literárních děl.

## ZánikAventinské mansardy
V důsledku finančních problémů nakladatelství Aventinum byla Aventinská mansarda uzavřena v září 1931.